# اندیس ایش پاش
ایش پاش یک اندیس فلزی است که در حوالی شهر مکسان استان سیستان و بلوچستان قرار دارد و مادهٔ معدنی موجود در آن، مس است.  